# 장흥군·영암군
장흥군·영암군은 대한민국의 옛 국회의원 선거구이다. 당시 전라남도 장흥군, 영암군 지역을 관할했다.

## 역사
제15대 국회의원 선거를 앞두고 장흥군 선거구와 영암군 선거구가 통합되면서 신설되었다.
제18대 국회의원 선거를 앞두고 선거구 개편이 이루어지면서 강진군을 편입해 장흥군·강진군·영암군 선거구를 이루게 됨에 따라 폐지되었다.

## 역대 국회의원
| 선거   | 정당 | 정당           | 의원   |
| ------ | ---- | -------------- | ------ |
| 1996년 |      | 새정치국민회의 | 김옥두 |
| 2000년 |      | 새천년민주당   | 김옥두 |
| 2004년 |      | 열린우리당     | 유선호 |

## 역대 선거 결과

### 대한민국 제15대 국회의원 선거
|  | 81.75% |

|  | 18.24% |

### 대한민국 제16대 국회의원 선거
|  | 83.94% |

|  | 7.65% |

|  | 6.07% |

|  | 2.32% |

### 대한민국 제17대 국회의원 선거
|  | 46.06% |

|  | 39.18% |

|  | 5.68% |

|  | 4.40% |

|  | 3.17% |

|  | 1.48% |